# 野﨑定次郎
野﨑 定次郎（のざき さだじろう、1854年8月11日（嘉永7年7月18日）- 1933年（昭和8年）12月20日）は、明治から大正期の実業家、政治家。衆議院議員、岡山県児島郡味野町長。

## 経歴
備前国児島郡味野村（岡山県児島郡味野村、味野町、児島市を経て現倉敷市児島味野）で、野崎武左衛門の長子、野崎常太郎の息子として生まれた。慶應義塾で学んだ。兄野崎武吉郎の事業を手伝い、農業を営む。
兄武吉郎が貴族院多額納税者議員に就任すると、田辺為三郎、手島知徳、小西増太郎らと協力してその活動を支えた。1897年（明治30年）5月、岡山県会議員に就任。また、味野町長も務めた。
1898年（明治31年）3月の第5回衆議院議員総選挙（岡山県第1区、進歩党）で当選し、衆議院議員に1期在任した。同年8月の第6回総選挙（岡山県第1区、憲政本党）では次点で落選した。
実業界では、児島銀行頭取、味野紡績社長などを務めた。